# クオ・ヴァディス (漫画)
『クオ・ヴァディス』（Quo Vadis）は、新谷かおる原作・佐伯かよのの作画による日本の漫画作品である。

## 概要
本作は『WebコミックGENZO』（幻冬舎）2007年2月（3月号）から連載を開始し、2009年1月より掲載誌を同社の『コミックバーズ』（同年3月号以降）へ変更して2017年4月号まで連載された。単行本は全20巻が発刊されている。
『コミックバーズ』2017年12月号（同年10月30日発売）から2018年5月号（同年3月30日発売）まで外伝「QUO VADIS〜クオ・ヴァディス〜外伝 漆黒の玉座 静寂の回廊」が連載された。単行本は全1巻が発刊されている。
新谷と佐伯は夫婦で互いの作品を手伝いながら同人誌での共作を行っていることでも有名だが、商業誌では本作が初の夫婦共作作品であり、原作からネームまでを夫の新谷が、以降の作画を妻の佐伯が分担する形で製作を行っている。そのため、新谷・佐伯の互いの特徴が強く引き出された独創性の高い夫婦コラボレーション作品になっている。
タイトルである「クオ・ヴァディス」はラテン語「Quo Vadis」であり、新約聖書『ヨハネによる福音書』13章36節でペトロが最後の晩餐でイエスに投げかけた問い「Quo vadis, Domine（主よ、どこに行かれるのですか）?」に由来する。
『月刊バーズ』2015年8月号（2015年6月30日発売）では、連載100回を迎え、高橋留美子、山岸凉子、島本和彦、いがらしゆみこ、石川サブロウ、あおいれびん、魚戸おさむ、立野真琴、樋口大輔、文月今日子、武論尊、本庄敬、村上もとかによる祝福のイラスト、コメントが掲載された他、佐伯と新谷の対談も掲載された。

## あらすじ
吸血鬼とそれを狩る者。有史以来続いてきた争いは、その裏にとてつもない秘密を有していた。
現在より数万年の未来“世界の終わり”。人類は生殖能力を失い、人工胎盤による人工授精によって人口を維持しており、滅亡の危機に瀕していた。フレイアをはじめとする数名が滅亡の原因を探るべく過去へのタイムトラベル“ジャンプ”による調査計画を提案するが、政府はタイムパラドクスによる自分の消失を畏れて計画を却下。フレイアたち8人は計画を強行し、過去のバラバラの時代、バラバラの場所へ漂着する。
8人の中の1人、オーディンは仲間を探しながら数千年の時を生きていた。現代では骨董屋を営みながら情報収集を行っていたが、菩提樹の中で眠り続けていた教授（フレイア）を見つけ出す。
一方で、2人は“真祖”と呼ばれ、バチカンの“評議会”に属する吸血鬼ハンターから追われ続けており命を狙われていた。この世界には吸血鬼もまた存在しているのである。バチカンは、各地方のギルドを通し、不老不死の吸血鬼を統括しており、不必要に人を害する吸血鬼や許可なく仲間（吸血鬼）を増やす行為を取り締まっていた。
人類滅亡の原因と仲間を探すオーディンと教授、吸血鬼たちを統括するギルドとバチカン、望まずして吸血鬼にされた恋人を取り戻そうとする人間のエド。三者三様の思惑の背後で、オーディンと教授の仲間であったジョシュアの息子、イエスが暗躍する。イエスはバチカンの吸血鬼研究所で開発されていたウイルスを世に解き放つ。
しかし、イエスの行動は、オーディンや教授の同僚であり、敵対する未来人シドの計画によるものであった。シドもまた教授を追って過去へとジャンプしてきていたが、シドがたどり着いたのは4億2千万年前。シドが原子生物とバクテリアばかりだった地球で、あらゆる種の原型となる動植物を造って世界を創造し、恐竜を絶滅させ、ネアンデルタール人やクロマニヨン人をも創り、現生の人類を創りだしていたのだった。創造主の視点で、人類が滅亡するというのならば、地球創生からやり直せば良いというシドの目論見を阻止することはできたものの、ウイルスのために人類の大多数は滅び、不老不死で生殖能力を持たない吸血鬼たちがわずかに生き残っただけだった。
30年後。生き残った吸血鬼たちは、どうにか社会インフラを維持しながら生活していた。そんな中に、ロンドン博物館の地下倉庫に逃げ込んでいた両親から生まれたという17歳のコーネリアス・ブラウンが現れる。ヴァンパイアたちは30年ぶりの人口増加を喜んだ。

## 登場人物
教授（フレイア）
本作の主人公の1人で、女性。“世界の終わり”から歴史を変えるため「ジャンプ」して来たが、その際にオーディンたちとは離れ離れになる。中世ヨーロッパで魔女狩りに遭い、生存のために菩提樹の中に眠り続けていたところをオーディンに発見される。本来は大人だが、長い眠りの間にその容姿は少女の姿になってしまう。
実態は、フレイア本人の生体情報、記憶情報を元に作り出されたコピーだが、完全に独立した新たなオリジナルと称しても良い個体になっており、“世界の終わり”の人間には存在しない成長、生理が始まっている。
フレイア
教授のオリジナル。識別のために「マザー・フレイア」と称されることもある（以後、識別が必要な場合は本記事でもマザー・フレイアと記す）。クラスSの未来人であり、成人まで急速成長させられている。シドによって灰から復活させられるが、不完全な状態である。
オーディン
本作の主人公の1人で、男性。フレイアと同様に“世界の終わり”から歴史を変えるため「ジャンプ」して来た。クラスAAの未来人であり、クラスSとは異なり幼少時から通常に育成され、成長している（育成過程そのものが何らかの研究となっているため）。
数千年の放浪の後にジョシュアと巡り合い、その妻マリアとの息子イエス（後のイエス・キリスト）とも知り合うが、ジョシュアはヴェスヴィオ火山に身を投げて自殺する。ベスビオス火山噴火の際にイエスたちともはぐれ、再び世界を放浪することになる。
現代ではロンドン郊外でアンティーク商（骨董屋）を営みつつ教授を探し続け、数千年の時を経てやっと再会した。何ヶ国語にも精通し、少々の怪我ならば瞬時に治るなどの能力を持つ（但し、内臓破裂などの状態に陥った場合は薬を飲む必要があり、回復にもかなりの時間を要する）。
ジョシュア
男性。教授と同様に“世界の終わり”から歴史を変えるため「ジャンプ」して来た8人の中の1人。“世界の終わり”では常にオーディンの傍にいた寂しがり屋。寂しさに耐えられずに自分の体にウイルスを用いた遺伝子操作を行い、マリアとの間にイエス（キリスト）をもうけることに成功する。その後、マリアがオーディンに相談しているところを目撃して二人が逢引きしていると勘違いし、失踪。ゴルゴダの丘におけるイエスの処刑後は合成した麻薬を販売し、自堕落な生活を送るが、ポンペイでイエスやオーディンと再会の後にヴェスヴィオ火山に身を投げて自殺する。
ソフィア・モーレン
教授とオーディンを“真祖”と呼び、命を狙うバチカンのハンター。いくつもの偽名を持ち、“評議会”という組織に属している。「主の加護」を受けており、不老不死になっている。
中世、マザー・フレイアと遭遇しており、マザー・フレイアが魔女狩りに遭う遠因となっている。ソフィアの言うところの「主の加護」とはイエスの血を身体に取り入れることによる吸血鬼化であるが、一般的な吸血鬼と違って吸血衝動は無く、日光の影響も無い。
ルーと共にドイツにあるヴァンパイア研究所を調査した際に瀕死になるが、マザー・フレイアに再び救われる。
ルクレチア･パルモ
通称・ルー。コードネーム･ポイズン。血の毒で吸血鬼を灰に還すバチカンのハンターで、ソフィアとペアを組んでいる。ソフィアと同様に主の加護を受けており、不老不死になっている。ソフィアと比べると楽天家である。
中世イタリアの小国の姫であったが、幼いころから弱い毒を飲み続け、毒には耐性ができている。また母方は毒の製作にも秀でた一族である。父親から隣国へ嫁がされ、その祝宴の場でルーもろとも隣国領主一族を殺そうとしたことから、自身の身を護るために秘薬の毒薬で父や兄など一族を皆殺しにした。
ドイツにあるヴァンパイア研究所を調査した際に死亡し、灰となる。
アテナ
バチカンの評議会ブレーンの一人を務める少女。彼女もまた、ソフィアやルーと同様に不老不死である。10数年に一度であるが吸血衝動は発生する。
盲目で脚が不自由なため車椅子での生活を送っている。
西暦79年ごろはポンペイに住んでおり、ジョシュアを探していたイエスの手により、娼婦として客を取らされる直前に娼館から助けだされ親しくなる。ヴェスヴィオ火山の噴火で瀕死の重傷を負い、それを助けるためイエスが自身の血を飲ませたことで、不老不死となる代わりに視力と脚の自由を失った。
バートリー夫人の手引きによりフレイアの“棺”（厳密には棺の下に埋められていたユニットXから漏れ出るスピリチウム）の影響を受け、吸血衝動が無くなると共に、視力や脚も回復した。
アルフォンソ
バチカンでアテナに絶対的な忠誠をもって仕える評議会議長。イエスの十二使徒のうちの一人、“イスカリオテのユダ”本人。ローマ軍の手により人々の目の前で処刑され、その後再び復活するというイエスの目的の為にイエスをローマ軍に売り飛ばして裏切り者となるように指示される過程でイエスの血を飲んで不老不死になった。
シドの計画を停めるため、シドに組み付き（シドの生体バリアを無効化するため）自分の頭ごとシドを撃ち死亡する（灰になる）。
サラ
オーディンの骨董屋仲間で、人間の女性。騒々しい性格だが、骨董屋としての審美眼は確かなものである。オーディンが好きで「結婚したい男性No.1」、教授のことも天使のようだと気に入っている。
“伯爵”に狙われ、吸血されるがエドと同じくフレイア、オーディンらから抗ウイルス薬を投与されたため、吸血鬼化はしていない。
エドワード・ハンター
通称・エド。ロンドンの新聞記者で、元医者。吸血鬼の下僕にされたリズを救う方法を探している。
リズに吸血されるが、直後にオーディンから抗ウイルス薬を投与されたため、吸血鬼化はしなかった。
エリザベス・バーネット
通称・リズ。エドの恋人。“伯爵”の下僕にされてしまう。
“伯爵”の下を逃げ出し、抗ウイルス薬を投与されているエドの血を吸血し続けたことで、体質が変化し、吸血衝動が無くなると共に味覚なども戻ってきている。
“伯爵”
イタリア出身。十字軍遠征に参加した際にヴァチカン、アテナによって吸血鬼となった。また、遠征後はその功績によってヴァチカンから伯爵位を授かっている。
好みの女性を吸血することで、吸血鬼化させ、下僕にして暮らしている。
かなり体力を消耗するがテレポートなどの能力も持っている。
コーリング教授
エジンバラ大学で教鞭を取る学者。研究する時間欲しさに不老不死になることを望む。ヴァンパイアに血を吸われ亜種（サード）化し、ルーの毒血を吸って灰になったものの、アテナの実験により復活、バチカンの庇護の元で研究を続ける。
“伯爵”とはコーリング教授が人間だったころから面識があり、インタビューなども行っている。このため、バチカン関係者を除いては吸血鬼事情に最も詳しく、エドなどの訪問を受けた。
アンティークの競り市にもよく顔を出し（競売目的ではなく出品のアラ探しが目的）、そのためサラとも面識がある。
アテナの実験により灰から復活した後は吸血すると相手の記憶を知る能力を得た。“棺”によって体質変化した後は、触れただけでも相手の記憶を知ることができる。
アテナと同じく、バートリー夫人の手引きによりフレイアの“棺”の影響を受けたため、吸血鬼の問題点を克服している。
イエス
歴史上のイエス・キリスト本人。ジョシュアがオーディンのDNAを用いてマリアに産ませた子供だが、その事実をオーディンは知らなかった。イエスもまた不老不死であるが、磔刑にされた後に復活した際には少年の姿になっていた。
ここ300年ほどはバチカンのアテナの元にも姿を見せず、独自に暗躍している。「最期の審判」とし吸血鬼化ウイルスを研究していたバチカンの各研究所を爆破、変化した吸血鬼化ウイルスによるパンデミックを引き起こす。
次第に身体が幼齢化しているが、これは洗礼者ヨハネから洗礼を受けた際に特殊なウイルスを投与されたため。
マリア
イエスの母。ジョシュアからウイルス感染して不老不死になった。処女懐胎は、不老不死となった身体がイエスの出産後でも処女の状態に修復されるためと説明されている。
イエスの復活後、イエスと共に南仏で暮らしていたが、イエスはジョシュアの行方を探しに行って別れた。その後、オーディンからジョシュアの死を聞き、世界に対する疲労感から海底で休眠していたが、バチカンを訪れる。
バートリー夫人
スコットランドの吸血鬼ギルドの長を務める。「血の伯爵夫人」と呼ばれたバートリ・エルジェーベト本人であり、トランシルヴァニア出身。
それと知らずにフレイアの“棺”に接したため、体質が変化しており吸血衝動が無くなっている。
“棺”をアンティークのオークションに出品したことで、フレイアやオーディンと知り合った。
アテナやコーリング教授らを“棺”のあった洞窟へ連れて行き、コーリング教授らから吸血衝動を無くしている。
シド
マザー・フレイアやオーディンと同じく未来人。クラスSであり、マザー・フレイアの計画には反対していた。
教授、オーディン、ジョシュアらの後を追って過去へとやって来ているが、シドが漂着したのは4億年以上前、人類発生以前であった。
その後、洗礼者ヨハネとなってイエスと接触するなど、真の黒幕として暗躍する。
シドもフレイア同様に人類の滅亡回避のために動いているが、フレイアの計画が滅亡の分岐点を探しそれを回避することであるのに対し、シドは人類を作り替えて滅亡を避けること想定している。また、巧くいかなかった場合は再度、人類発生からやり直しをする。
アルフォンソ（ユダ）の決死の行動により、脳に致命的な損傷を受ける。

## 用語
棺（カプセル）
教授やオーディンらが“世界の終わり”からタイムトラベルした際に使用した個人用カプセル。外見および内装は棺桶である。コンピュータ内蔵で各種情報を記録すると共に、反重力装置など装備している。
フレイアのものはスピリチウム搭載のため外見色が真紅に変化している。
全部で8個存在するが、そのうち5個は搭乗者がミイラ化しており、イエスが所持している。
スピリチウム
架空の元素。作中の表現では「地球を丸ごとすりつぶしても、ほんの僅かしか採取できない希少元素」とされている。
近くにいるだけで、幼女体のフレイアを成人する（遠くに離れると幼女体に戻る）、吸血鬼の体質を変化させ吸血衝動や日光への耐性を与えるとともに不老不死の能力は残すなどの効果がある。
ユニットX
フレイアがスピリチウム用いて自身のカプセルに搭載した。サイズは片手で持てるランタンくらい。
フレイアのカプセルを見つけたイエスが抜き取り、下の地面に埋めていた。
吸血鬼
ジョシュアが自らの遺伝子を変化させるために作成したウイルスはイエスの体内で変化を起こし、イエスの血を受けた者（人に限らず犬なども）は不老不死の吸血鬼となってしまう。吸血鬼が死亡（厳密には既に死亡しているわけだが）した場合は、灰となる。もともと、マザー・フレイアやシドのようなクラスSの未来人は数か月で成人体にまで急速成長させるため特殊なウイルスを体内に持っている。そのため、クラスSが死亡した場合はウイルスの作用によって死体が灰化する。
イエスから直接血を受けた者を第1世代（ファースト）、第1世代に吸血され吸血化した者を第2世代（セカンド）、第2世代に吸血され吸血化した者を第3世代（サード）と分類する。第3世代からは第4世代（フォース）は発生しない。また、第3世代は理性を無くし吸血衝動を抑えらないモンスター化してしまうこともある。
バチカンは第1世代と第2世代を統括する。各国の吸血鬼ギルドは、バチカンの下、自国の第3世代を統括する。バチカンの許可無く第3世代を作る行為は厳しく罰せられる。こういった違反者やモンスター化した第3世代を始末するのが、ソフィアたちハンターの仕事である。

## 書誌情報
- 佐伯かよの：画、新谷かおる：作『QUO VADIS 〜クオ・ヴァディス〜』幻冬舎コミックス〈バーズコミックス〉[10]、全20巻
  1. 2007年8月24日発行、ISBN 978-4-344-81056-3
  2. 2008年2月23日発行、ISBN 978-4-344-81216-1
  3. 2008年8月23日発行、ISBN 978-4-344-81370-0
  4. 2009年1月24日発行、ISBN 978-4-344-81536-0
  5. 2009年8月24日発行、ISBN 978-4-344-81723-4
  6. 2010年2月24日発行、ISBN 978-4-344-81877-4
  7. 2010年8月24日発行、ISBN 978-4-344-82012-8
  8. 2011年2月24日発行、ISBN 978-4-344-82177-4
  9. 2011年8月24日発行、ISBN 978-4-344-82286-3
  10. 2012年2月24日発行、ISBN 978-4-344-82426-3
  11. 2012年8月24日発行、ISBN 978-4-344-82574-1
  12. 2013年2月23日発行、ISBN 978-4-344-82731-8
  13. 2013年9月24日発行、ISBN 978-4-344-82890-2
  14. 2014年3月24日発行、ISBN 978-4-344-83066-0
  15. 2014年9月24日発行、ISBN 978-4-344-83211-4
  16. 2015年3月24日発行、ISBN 978-4-344-83380-7
  17. 2015年9月23日発行、ISBN 978-4-344-83519-1
  18. 2016年3月24日発行、ISBN 978-4-344-83668-6
  19. 2016年9月24日発行、ISBN 978-4-344-83789-8
  20. 2017年3月24日発行、ISBN 978-4-344-83942-7
- 佐伯かよの：画、新谷かおる：作『QUO VADIS〜クオ・ヴァディス〜外伝 漆黒の玉座 静寂の回廊』幻冬舎コミックス〈バーズコミックス〉
  1. 2018年5月24日発行、 ISBN 978-4-344-84224-3